# Червоный Кут (Черкасская область)
Черво́ный Кут (укр. Червоний Кут) — село в Уманском районе Черкасской области Украины.
Село находится к юго-востоку от города Жашков, на правом берегу реки Горный Тикич (бассейн Южного Буга).
До 1954 года село входило в состав Киевской области, после чего вошло в состав новообразованной Черкасской области. До июля 2020 года село входило в состав Жашковского района.
Численность населения села на 2009 год составляла 1694 человека. По переписи 2001 года в селе было 1457 человек. Почтовый индекс — 19225. Телефонный код — 4747.

## Местный совет
19225, Черкасская обл., Уманский р-н, с. Червоный Кут

### Карты
- Червоный Кут на карте Wikimapia
- Топографическая карта M-36-25.